# Anastrepha bezzii
Anastrepha bezzii är en tvåvingeart som beskrevs av Lima 1934. Anastrepha bezzii ingår i släktet Anastrepha och familjen borrflugor. Inga underarter finns listade i Catalogue of Life.